# Odontomyia restricta
Odontomyia restricta är en tvåvingeart som först beskrevs av Walker 1864.  Odontomyia restricta ingår i släktet Odontomyia och familjen vapenflugor. Inga underarter finns listade i Catalogue of Life.